# Табаев, Георгий Андреевич
Георгий Андреевич Табаев (20 октября 1920 — 23 января 1968) — старшина Красной армии, участник Великой Отечественной войны и полный кавалер ордена Славы. Был представлен к званию Героя Советского Союза, но награда была заменена на Орден Славы 1-й степени.

## Биография
Родился 20 октября 1920 года на железнодорожной станции Слепцовская (ныне Сунженский район, Ингушетия) в семье крестьянина. По национальности — русский. Окончил 7 классов средней школы.
В Красной армии с апреля 1944 года, с того же месяца принимал участие в Великой Отечественной войне. Участвовал в Одесской наступательной операции, Львовоско-Сандомирской наступательной операции, Сандомирско-Силезской наступательной операции, Нижне-Силезской наступательной операции, Верхне-Силезской наступательной операции, Берлинской наступательной операции и Пражской наступательных операции. Табаев был командиром отделения сапёров в 11-м отдельном гвардейском Краснознамённом сапёрном батальоне (15-я гвардейская Харьковская ордена Ленина Краснознамённая ордена Суворова стрелковая дивизия).
18 августа 1944 года перед началом боя за расширение сандомирского плацдарма близ города Сташув (ныне Свентокшиское воеводство, Польша) отделение под командованием Георгия Табаева смогло сделать 7 проходов через минные поля и в проволочных заграждениях врага, что обеспечило быструю передислокацию танков и пехоты к силам противника. В ходе дальнейшего боя сапёры его отделения, прикрывая атакующие подразделения, установили 207 (по другим данным, около 200) противотанковых мин. 12 сентября 1944 года Георгий Табаев был награждён орденом Славы 3-й степени.
18 октября 1944 года сапёры отделения Георгия Табаева занимались установкой минного поля близ деревни Дзеславица (ныне Буский повят, Свентокшиское воеводство). Однако вскоре противник заметил их работы и открыл огонь, трое сапёров были убиты или ранены, но отделение Табаева продолжило устанавливать мины, и только после окончательной установки минного поля отделение вернулось в расположение батальона. В ноябре того же года отделение Табаева установило 182 мин (700 противопехотных и 1120 противотанковых). При содействии разведывательным группам отделение под командованием Георгия Табаева смогло сделать 7 проходов через минные поля и в проволочных заграждениях врага. Командир батальона представил Табаева к награждению орденом Красной Звезды. Однако 30 ноября 1944 года приказом командира дивизии Георгий Табаев был награждён медалью «За отвагу».
12 января 1945 года близ деревни Щеглин (ныне Буский повят) за короткий промежуток времени сапёры смогли проделать два прохода в минных полях и проволочных заграждениях противника, что обеспечило быстрое продвижение советских войск к войскам противника. В последовавшем бою Георгий Табаев уничтожил немецкую огневую точку и семь военнослужащих вместе с ней. 14 января того же года во время форсирования реки Нида (ныне Пиньчувский повят, Свентокшиское воеводство) сапёры под командованием Георгия Табаева переправились на правый берег реки по льду и проделали проходы в минном поле, заложенном противником (при этом обезвредив 65 противотанковых мин), что обеспечило продвижение стрелковых подразделений. 23 января того же года части 15-я гвардейской Харьковской ордена Ленина Краснознамённой ордена Суворова стрелковой дивизии вышли к реке Одер. Под пулемётным огнём врага сапёры Георгия Табаева нанесли дощатые колеи по льду Одера, что обеспечило переправу транспорта для подвоза боеприпасов и артиллерии. 16 февраля 1945 года был награждён орденом Славы 2-й степени.
23 апреля 1945 года 15-я гвардейская стрелковая дивизия вышла к реке Эльба близ города Риза (ныне земля Саксония, Германия). Ночью на 24 апреля (по другим данным, на 17 апреля) Георгия Табаев и расчёт десантной лодки, которым он командовал, совершили 15 рейсов на левый берег реки. Когда лодка возвращалась обратно после третьего рейса, загруженная ранеными, лодка была обнаружена противником и подверглась артиллерийскому обстрелу. Результатом обстрела стали семь пробоин. Однако Георгий Табаев сумел закрыть пробоины подручными материалами и довести лодку до берега. Лодка была отремонтирована, после чего она совершила 15 рейсов этой же ночью. Однако на рассвете лодка была вновь повреждена разрывом мины. Георгий Табаев вместе с гребцами спрыгнул в воду и доставил груз на плацдарм. Всего же в ходе боёв за плацдарм Табаев совершил 121 рейс. Результатом их стали: около 1000 перевезённых военнослужащих и около 1500 перевезённых ящиков с боеприпасами и 90 эвакуированных раненых (на обратном пути). Командир батальона подписал представление на присвоение Табаеву звания «Герой Советского Союза». Однако 27 июня 1945 года Георгий Табаев был награждён орденом Славы 1-й степени, став полным кавалером ордена Славы.
Демобилизовался в 1946 году. После демобилизации жил и работал в Грозном. Умер 23 января 1968 года.

## Награды
- Полный кавалер ордена Славы:
Орден Славы 1-й степени (27 июня 1945 — № 251)[4][1][2];
Орден Славы 2-й степени (16 февраля 1945 — № 10059)[5][1][2];
Орден Славы 3-й степени (12 сентября 1944 — № 149987)[6][1][2];
- Медаль «За отвагу» (30 ноября 1944)[7][1][2];
- также ряд прочих медалей[1].